# 藤原鉄太郎
藤原 鉄太郎（ふじわら てつたろう、1884年（明治17年）5月19日 - 没年不詳）は、日本の内務官僚。関東州官僚。

## 経歴
長崎県出身。1912年（明治45年）、東京帝国大学法科大学独法科を卒業。警視庁警部となり、府中警察署長、太平警察署長、原庭警察署長を務めた。その後、関東都督府（のち関東庁）に転じ、警視、警務局衛生課長、奉天警察署長、警察講習所教官、旅順民政署長を歴任した。1929年（昭和4年）、退官。